# Horgen, Zürich
Horgen är en ort och kommun  i distriktet Horgen i kantonen Zürich, Schweiz. Kommunen har 23 709 invånare (2023).
Den 1 januari 2018 inkorporerades kommunen Hirzel i Horgen.
Orten Horgen ligger vid Zürichsjön, 15 km söder om Zürich.